# Odontodiaptomus thomseni
Odontodiaptomus thomseni là một loài động vật giáp xác thuộc họ Diaptomidae. Đây là loài đặc hữu của Uruguay.